# Ergys Kaçe
Ergys Kaçe (ur. 8 lipca 1993 w Korczy) – piłkarz albański grający na pozycji defensywnego pomocnika. Mierzy 163 cm wzrostu.

## Kariera klubowa
Urodził się w Korczy, w wieku 3 lat wraz z rodziną wyemigrował do Grecji. Karierę piłkarską rozpoczynał w trampkarzach Achilleas Triandrias, skąd przeszedł do PAOK Saloniki, z którym w 2010 podpisał pierwszy zawodowy kontrakt. 5 stycznia 2011 zadebiutował w pierwszym zespole PAOK, w meczu ligowym przeciwko MGS Panserraikos. W sezonie 2011/2012 został wypożyczony do zespołu Anagennisi Epanomi F.C., skąd po roku powrócił do składu PAOK. W 2016 roku został wypożyczony do Viktorii Pilzno, a w 2018 do Panathinaikosu. W latach 2020–2021 występował w Arisie Saloniki. We wrześniu 2021 został zawodnikiem klubu Partizani Tirana.

## Kariera reprezentacyjna
W reprezentacji Albanii Kaçe zadebiutował 7 czerwca 2013 roku, w meczu z Norwegią. 14 sierpnia 2013 strzelił swoją pierwszą bramkę w reprezentacji, w meczu towarzyskim z Armenią, rozgrywanym w Tiranie.